# カール・フリードリヒ・モール

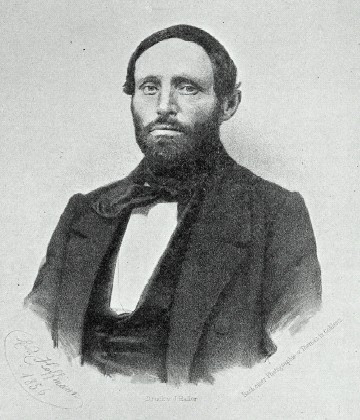
カール・フリードリヒ・モール

カール・フリードリヒ・モール（Karl Friedrich Mohr，1806年11月4日 – 1879年9月28日）は、ドイツのコブレンツ出身の化学者。19世紀、彼は滴定に関する多くの重要な方法論を発展させた。モール塩は彼の名にちなんでいる。

## 生涯
1806年　コブレンツの繁盛している薬剤師の家族として生まれる。
1827年　21歳の時にグメリンの下で化学を勉強し始め、ハイデルベルク、ベルリン、ボンで5年間ののちPhDの学位を取って父親の店を手伝いに戻った。
1840年　父親が死ぬまでの間、店を継ぎ、1857年に定年。
1863年　57歳の時に幾つかの財務上の損失により、ボンで私講師となる。
1867年　薬学の員外教授として政府に直接影響を及ぼした。
1879年　死去。

## 業績

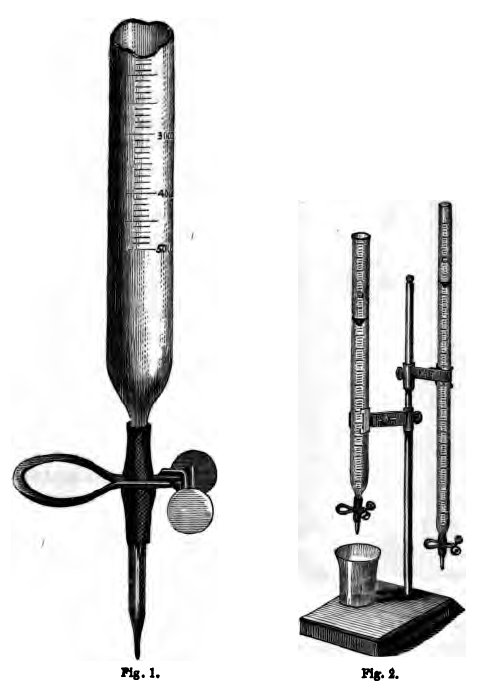
モールビュレット